# Anstaing
Anstaing je francouzská obec v departementu Nord v regionu Hauts-de-France. Žije zde přibližně 1 600 obyvatel.

## Geografie

### Sousední obce
| Růžice kompasu |                       | Tressin  |         | Růžice kompasu |
| Růžice kompasu | Villeneuve-d'Ascq     | Sever    | Chéreng | Růžice kompasu |
| Růžice kompasu | Villeneuve-d'Ascq     | Anstaing | Chéreng | Růžice kompasu |
| Růžice kompasu | Villeneuve-d'Ascq     | Jih      | Chéreng | Růžice kompasu |
| Růžice kompasu | Sainghin-en-Mélantois |          | Gruson  | Růžice kompasu |